# Raïon d'Olkhon
Le raïon d'Olkhon (en russe : Ольхо́нский райо́н) est une subdivision administrative (raïon) de l'oblast d'Irkoutsk, en Russie. Son centre administratif est le village de Ielantsy, et sa population s'élevait à 10 008 habitants en 2022. Il s'étend sur le centre de la côte occidentale du Baïkal, et il doit son nom à l'île d'Olkhon, qu'il couvre entièrement. Olkhon est la plus grande île du Baïkal, et une importante zone touristique dans la région sur le littoral du Baïkal, un site inscrit au patrimoine mondial de l'UNESCO.

## Géographie

### Caractéristiques
Le raïon du Kalar est un raïon se situant sur la côte occidentale du Baïkal, dans l'oblast d'Irkoutsk, en Sibérie orientale. Il est limitrophe au sud du raïon d'Irkoutsk, au sud-ouest du raïon des Ekhirit-Boulagaty. Il est frontalier à l'ouest du raïon de Baïandaï, au nord-ouest du raïon de Katchoug et sur une toute petite bande de terre à l'extrême nord du raïon du raïon du Nord-Baïkal, qui fait partie de la Bouriatie. Il partage aussi avec la Bouriatie une frontière maritime, avec en plus d'au nord le raïon du Nord-Baïkal, le raïon de Bargouzine au nord-est, le raïon Baïkalien à l'est et le raïon de Kabansk au sud.
La frontière commence dans le Baïkal, à un point situé à 20,4 km du rivage, au tripoint avec la Bouriatie et le raïon d'Irkoutsk. De là, la frontière s'étire sur une ligne droite en direction nord-ouest jusqu'au rivage, et monte sur la chaîne Primorski, jusqu'à sa crête. De là, elle emprunte sur 9 km la crête en direction sud-ouest, puis sur 36 km la frontière longe la ligne de partage des eaux des rivières Golousynaïa et Kourtoun. Ensuite, toujours vers l'ouest, la frontière atteint une colline, avec le tripoint raïon d'Irkoutsk -  raïon des Ekhirit-Boulagaty - raïon d'Olkhon.
La limite continue ensuite vers le nord-est, le long de la crête des monts d'Onot, séparant les bassins des rivières Kharat et Kourtoun, avant d'atteindre le tripoint avec le raïon de Baïandaï après environ 30 km. Elle va après jusqu'à la crête de Chamanka sur une direction nord-est puis nord, puis nord-est, et traverse après une quarantaine de kilomètres la route 25H-055, avant d'atteindre la rivière Oungoura, qu'elle longe brièvement, sur une direction nord-est puis sud-est sur 8,6 km. Elle emprunte ensuite la rivière Marlik 2e sur 6 km, puis sur 70 km en direction nord-est, elle sépare d'abord les bassins des rivières Kouitoun et Zatkhoun, avant de séparer d'autres bassins. Vers le sud-est sur 20 km, elle monte les monts Baïkal, puis sur 206 km, elle emprunte la ligne de crête. Elle arrive au tripoint avec le raïon de Katchoug et du raïon du Nord-Baïkal, puis descend la crête et rejoint la ligne médiane du Baïkal. De là, elle descend le lac sur 343 km en direction sud-ouest.

### Relief et hydrographie
Le territoire se situe sur le rivage occidental du lac Baïkal, et il se divise plus ou moins en 3 différentes zones. D'abord, une grande zone au centre, continentale, assez large. Il y a ensuite l'île d'Olkhon en elle-même et enfin l'étroite bande de terre longeant le littoral du Baïkal dans le nord du raïon. Les rivières se jettent toutes dans le lac, et le relief du raïon est vallonné, sans pour autant être trop escarpé mis à part dans le nord du raïon, sur un territoire total de 15 895 km2.
Au nord du raïon se trouvent les monts Baïkal, avec des montagnes se jetant dans l'eau, avec de nombreux caps dont le cap Ryty. Les monts Baïkal s'arrêtent à la hauteur de Kotcherikovka, et jusqu'à Zama le relief est bien moins accidenté, avec des zones plus plates, mais toujours sur une étroite bande de terre. Mais après Zama, la côte devient des falaises se jetant dans l'eau. Après ces falaises, la bande de terre s'élargit grandement. Jusqu'au sud du raïon, ce sont désormais les monts du Littoral (ru) qui prennent le relais, sans pour autant avoir des reliefs très élevés (rarement plus de 500 mètres par rapport au niveau du Baïkal). Son sommet est le monts à Trois têtes (ru), haut de 1728 mètres. La ligne de crête passe juste derrière les villages de Kourma à Bougouldeïka. À l'ouest de cette crête se trouve une région vallonnée, avec des plaines près des rivières. À l'est de cette crête se trouvent des monts bien plus bas, avec vers Ielantsy la steppe de Tajeran. Le littoral de cette crête est marqué par de nombreux caps et falaises. Au sud de Ielantsy et le long du littoral, les monts du Littoral sont un peu plus hauts, avec des vallées un peu plus encaissées (dont celle de la Bougouldeïka).
Le centre du raïon possède la petite mer, baie du Baïkal, qui sépare le continent de l'île d'Olkhon, la plus grande île du Baïkal. L'île s'étire sur 71 km sur un axe sud-ouest nord-est, et est large au maximum de moins d'une quinzaine de kilomètres. La partie sud de l'île est composée de steppe, tout comme son littoral sur la petite mer, tandis que l'autre partie est un peu plus haute et boisée. L'île est séparée du continent par un détroit, les Portes d'Olkhon, large d'1,3 kilomètre au niveau du village de Sakhiourta. Le littoral de la partie continentale du raïon est de 300 kilomètres, et d'Olkhon et d'autres petites îles de 168 km. Il y a quelques petites îles autour d'Olkhon, dont celle d'Ogoï et de Zamogoï dans la petite mer.

Les principales rivières du territoire sont la Sarma, qui se jette au sud de Kourma en formant un petit delta ; l'Anga qui naît dans les monts du Littoral, traverse Ielantsy pour avoir son embouchure au sud de la steppe de Tajeran et enfin la Bougouldeïka, avec une embouchure à l'extrême sud du raïon au niveau du village du même nom.

Paysages du raïon :
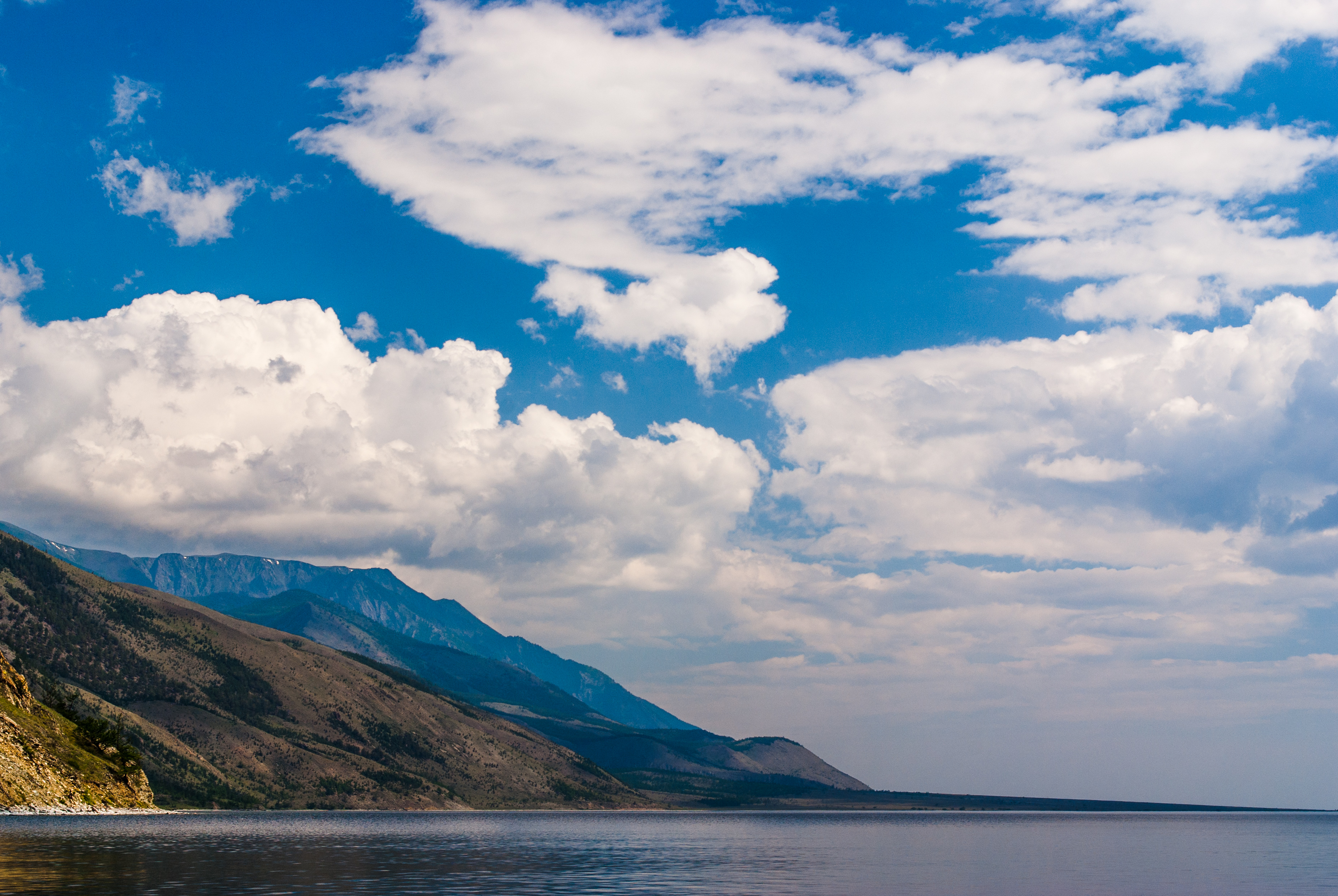
Monts Baïkal au cap Ryty.
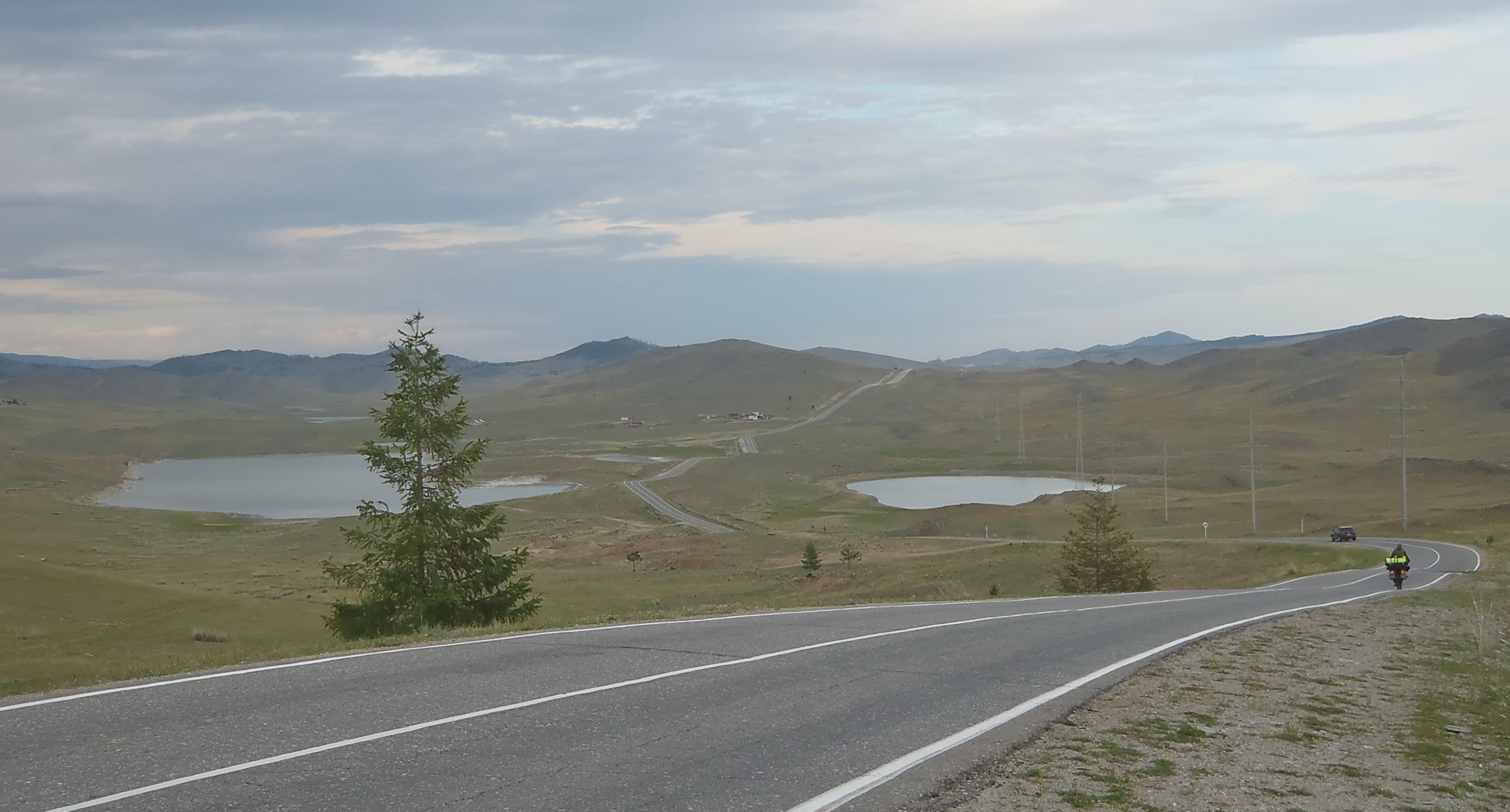
Steppe de Tajeran.
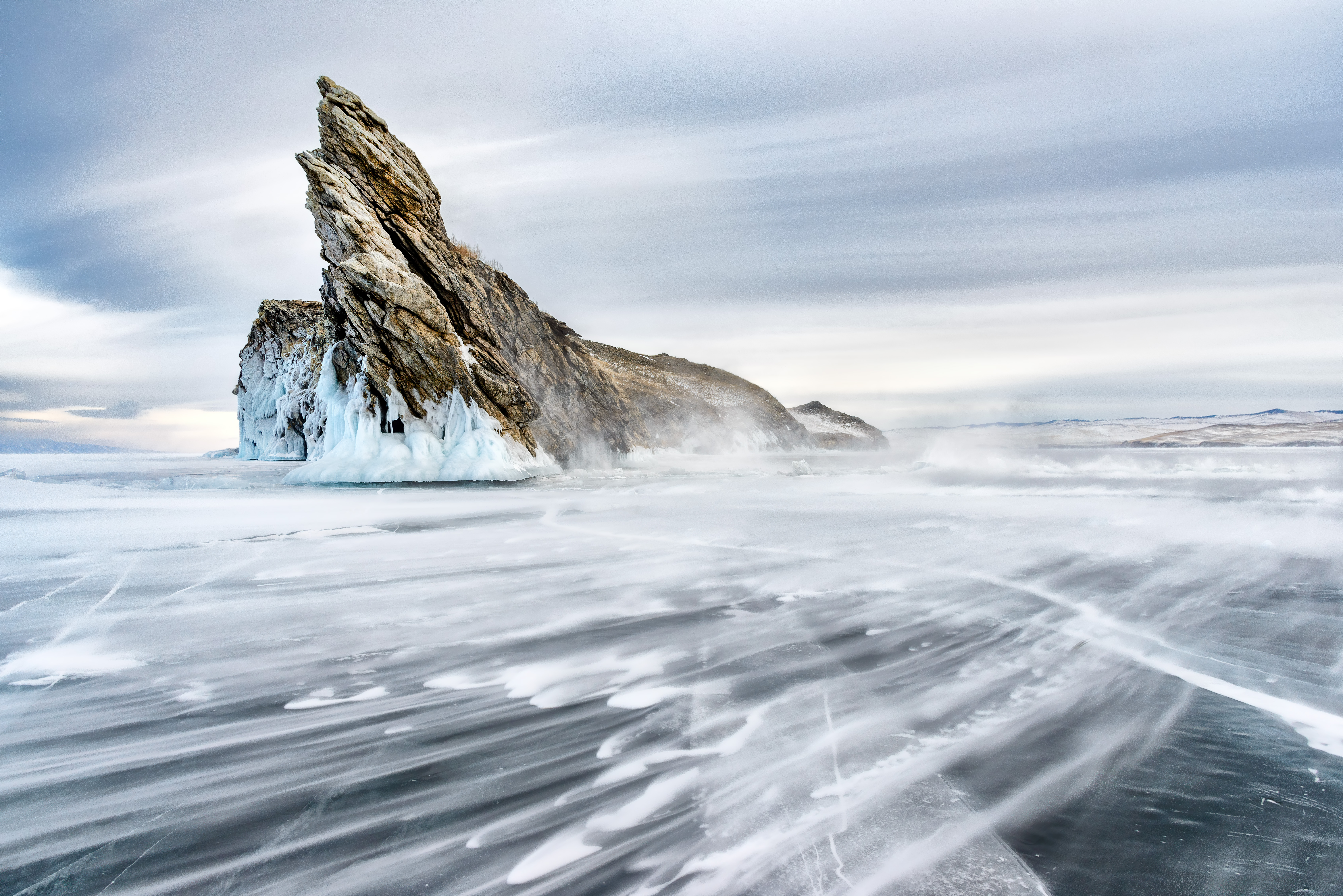
Île Ogoï sur la petite mer.
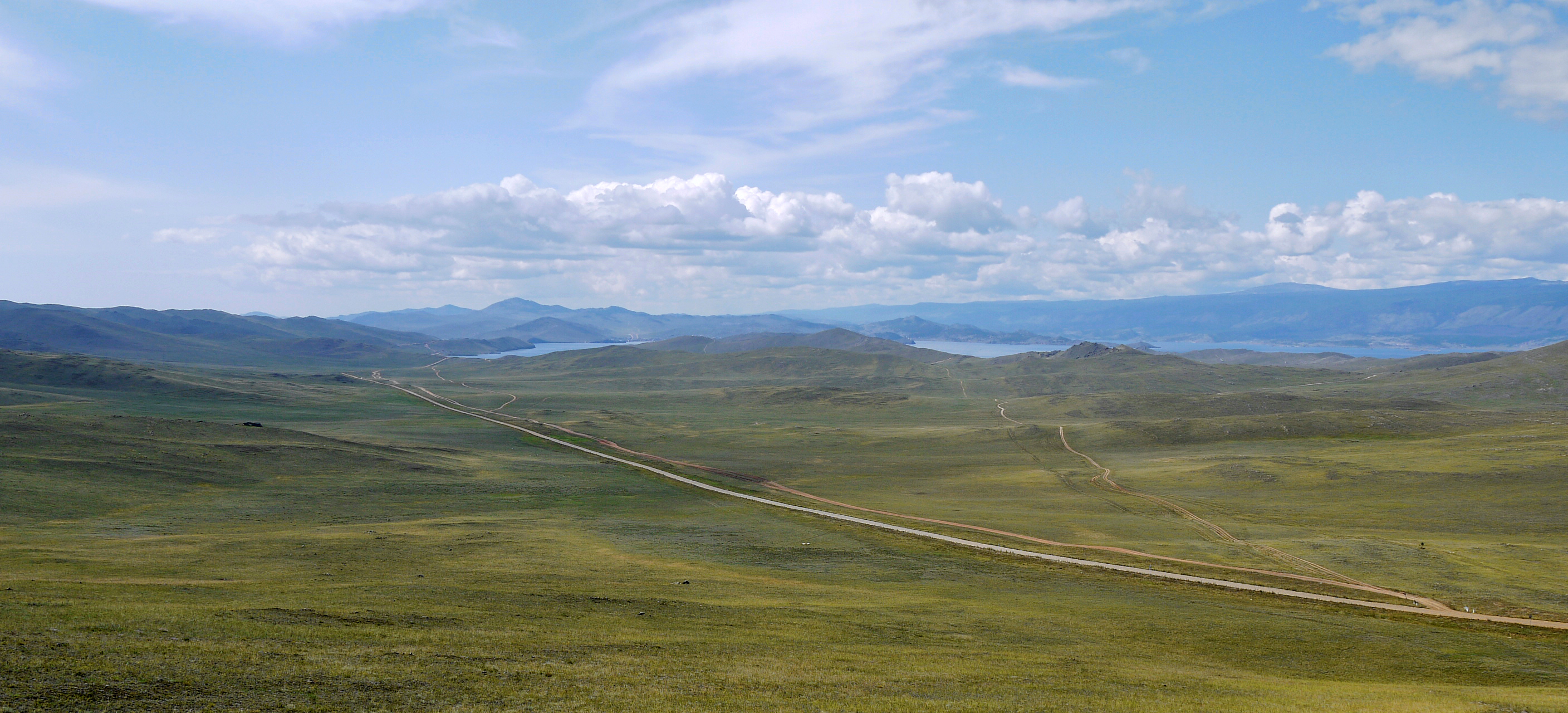
Île d'Olkhon.

### Faune et flore
Le raïon possède au 1er janvier 2018 477 603 hectares couverts de végétation, dont 399 607 hectares qui sont protégés. La taïga couvre quant à elle 360 083 hectares du raïon, soit 32% de sa superficie totale. Dans le raïon, les montagnes sont recouvertes de taïga, tandis que les zones moins élevées sont des steppes, comme celle de Tajeran ou celle de l'île d'Olkhon.
Dans le parc national du Baïkal, qui couvre une grande partie du raïon, on compte 1385 espèces de plantes vasculaires et 1761 espèces d'autres types de plantes. 86 plantes vasculaires et 60 plantes d'autres types sont recensées dans le livre rouge de l'oblast, dont 19 et 10 aussi dans le livre rouge de la Russie. Il y a aussi 403 espèces de vertébrés, dont 69 dans le livre rouge de l'oblast et dont 40 dans le livre rouge de la Russie.
En espèces rares, on trouve le Strauchbufo raddei, crapaud qui vit en steppe et sur les côtes, en reptile il y a l'Elaphe dione, en mammifère la Murina hilgendorfi, une espèce de chauve-souris. Le raïon possède une espèce de mammifère endémique, le campagnol d'Olkhon (Alticola olchonensis). Chez les oiseaux, on peut voir l'aigle impérial ou le faucon sacre. En plantes, on trouve lHedysarum zundukii Peschkova, endémique à la côte occidentale du Baïkal, mais aussi lOlkhon Astragale, endémique à l'île, et la Craniospermum subvillosum Lehm, en danger d'extinction.
Plus au nord, dans la réserve naturelle de Baïkal-Léna, on trouve des Dracocephalum popovii, l'Astragalus Rytynskyi endémique au cap Ryty et à la zone alentour. Chez les animaux, on retrouve la marmotte du Kamtchatka, l'arlequin plongeur ou le balbuzard pêcheur.
En termes de faune aquatique, 53 poissons peuplent le lac, dont l'omoul, la Thymallus arcticus baicalensis (l'omble noir du Baïkal), la Thymallus arcticus brevipinnis (l'omble blanc du Baïkal), mais aussi la lotte, l'esturgeon de Sibérie le taimen et le brochet. En espèce endémique, on trouve les coméphores du Baïkal, l'espèce la plus présente du lac, et surtout comme mammifère le phoque du Baïkal. Dans la taïga, on trouve des carcajous, tamias de Sibérie, des blaireaux, belettes, zibelines, écureuils, renards roux et hermines, ainsi que de nombreux oiseaux qui y nichent, et aussi des ours, mis à part sur l'île d'Olkhon qui en est dépourvue. Des canards, goélands, hérons cendrés, oies et cygnes vivent le long du lac.

Faune du raïon :
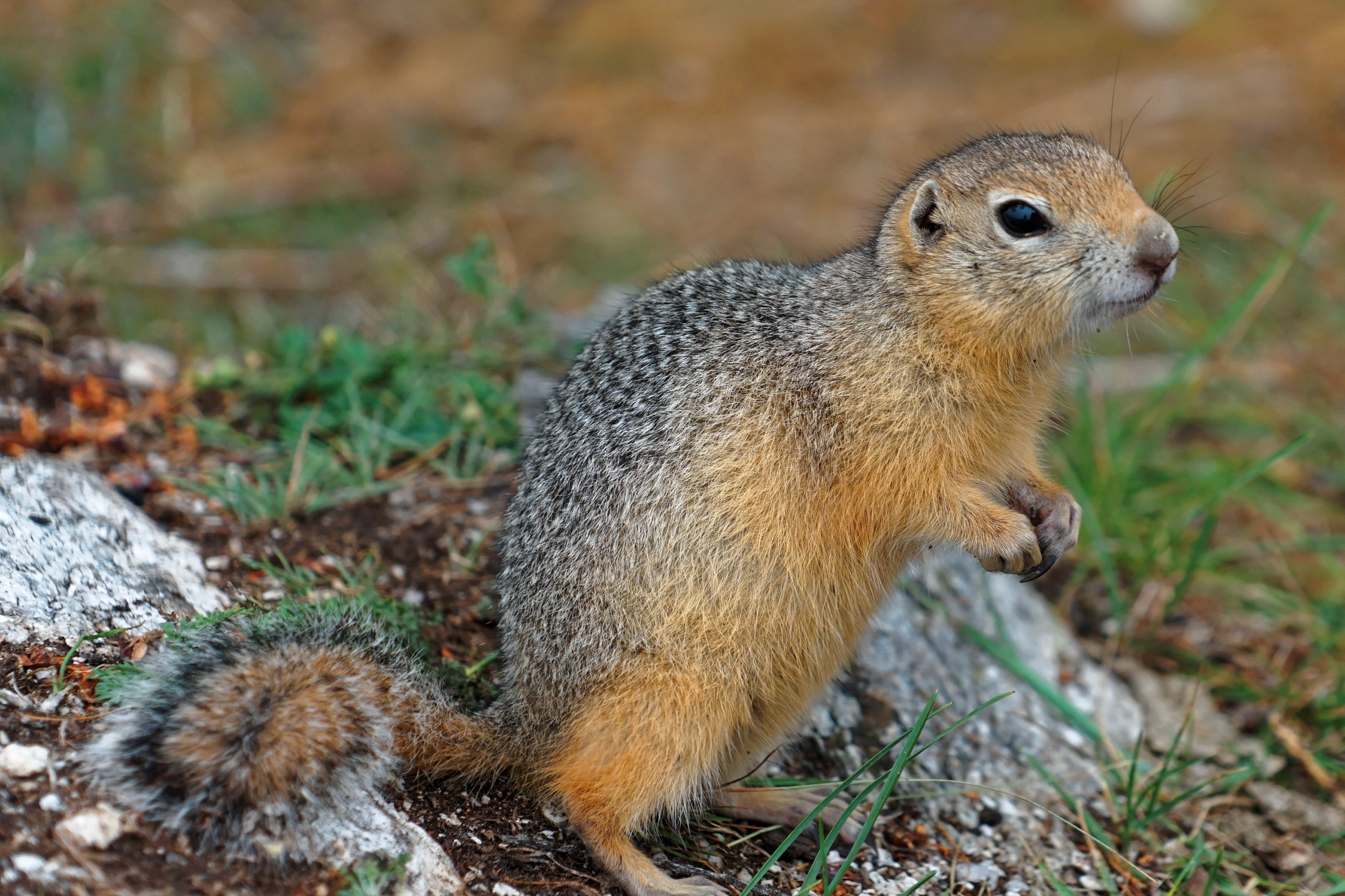
Souslik de Parry.
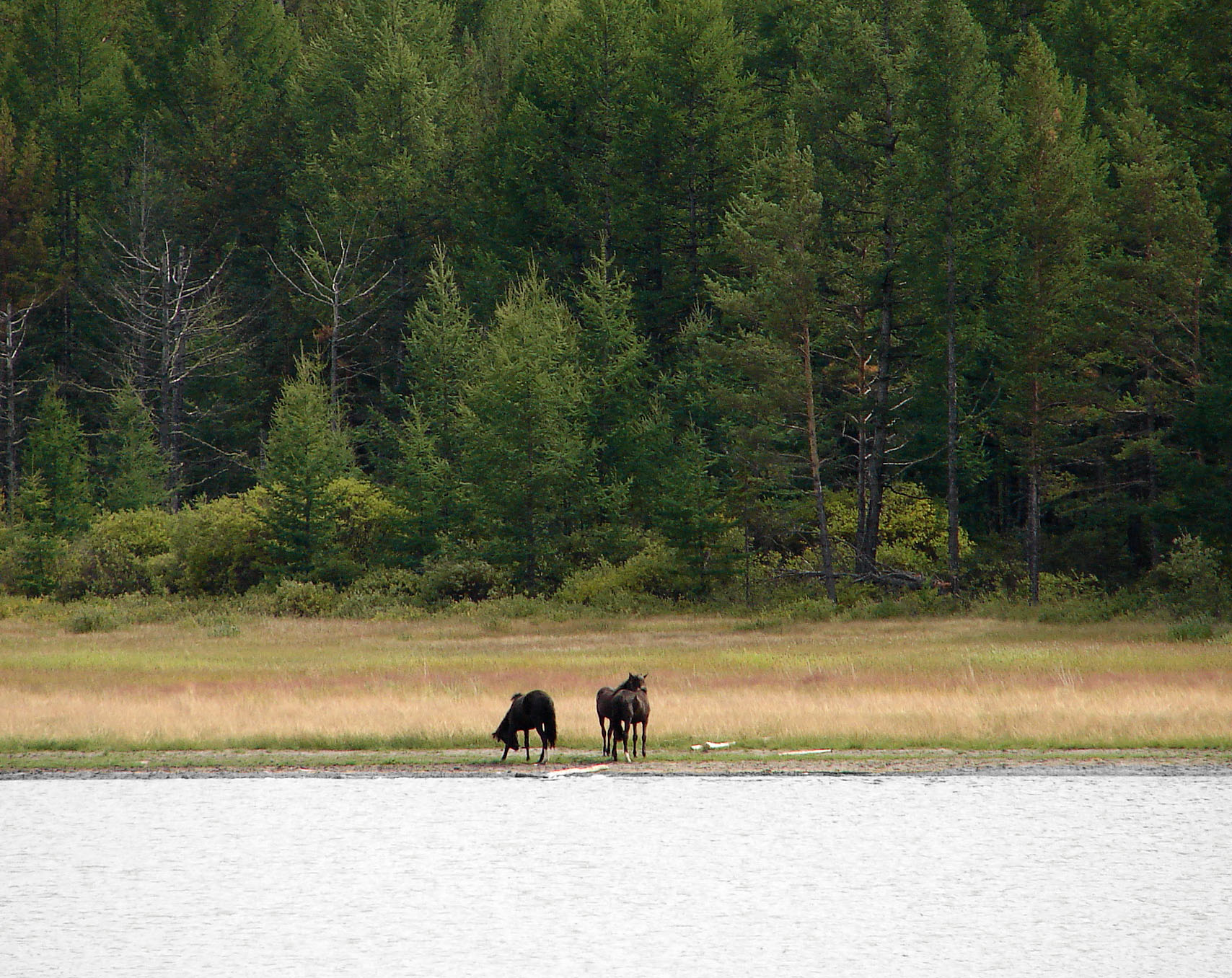
Chevaux sauvages.
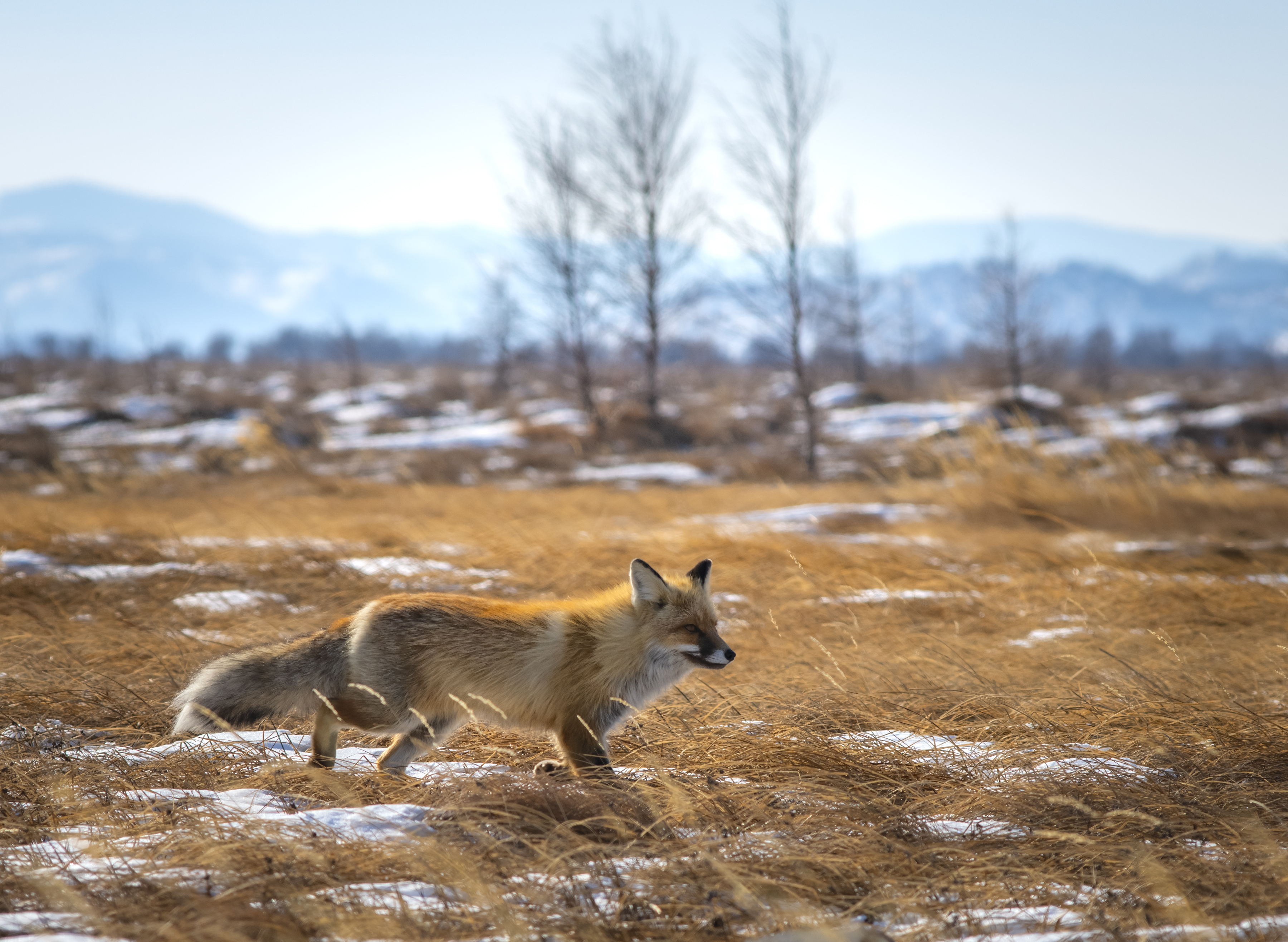
Renard roux.
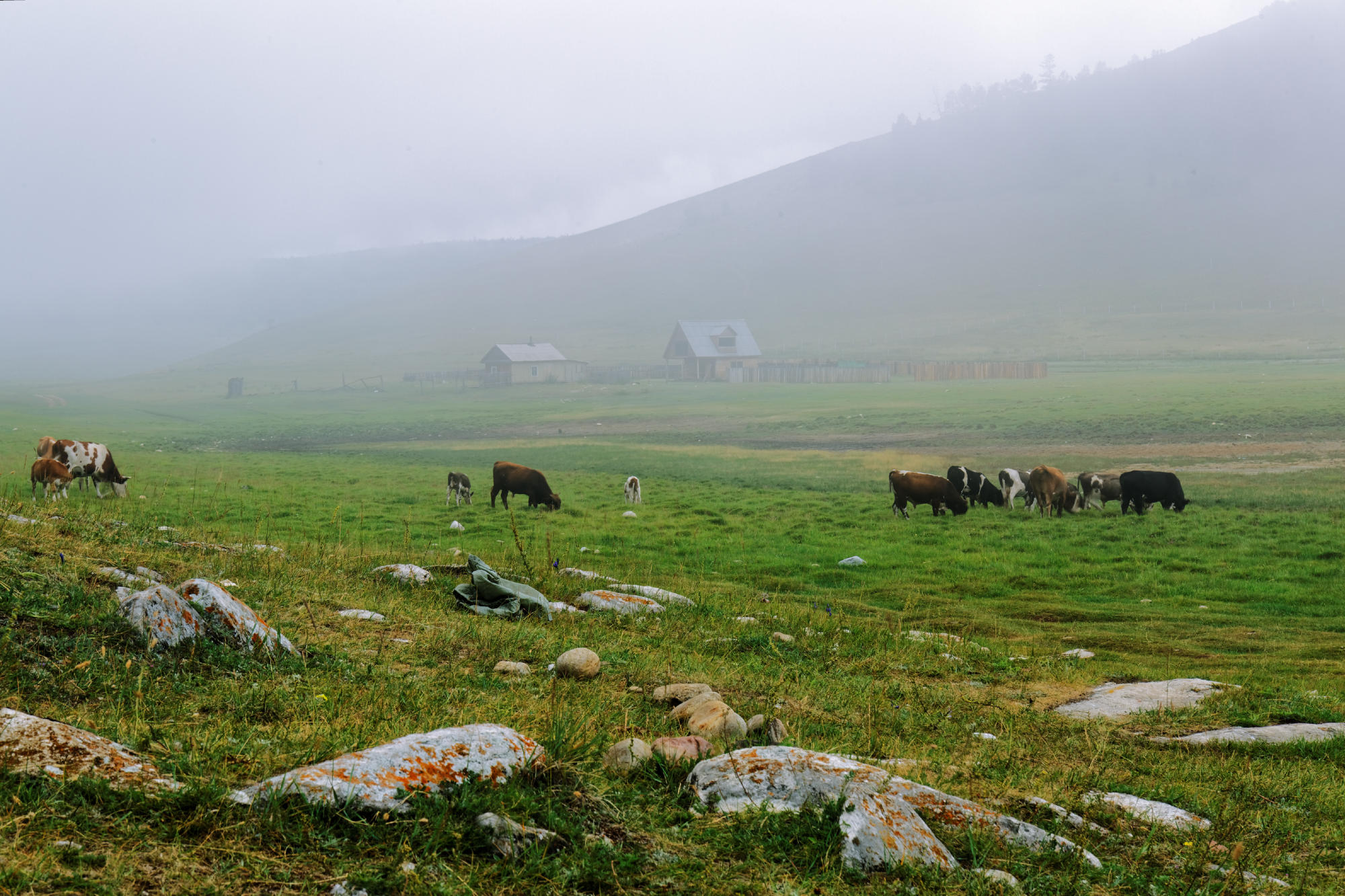
Troupeau de vaches à Oussouri (Olkhon).

La taïga en elle-même est composée de mélèzes de Sibérie, de pins de Sibérie, de sapins de Sibérie et d'épicéas de Sibérie. Il y a aussi des bouleaux, des trembles. Plus bas, on trouve le rhododendron daurien qui fleurit à la mi-mai et 6 autres espèces de rhododendrons ou encore le romarin. L'été, les plaines sont couvertes de lys jaunes et d'autres fleurs, bleues ou pourpres mais pas uniquement. On recense aussi des chèvrefeuilles bleus, fraisiers, framboisiers, des airelles, groseilliers ainsi que des champignons comme des cèpes,. 

Flore du raïon :
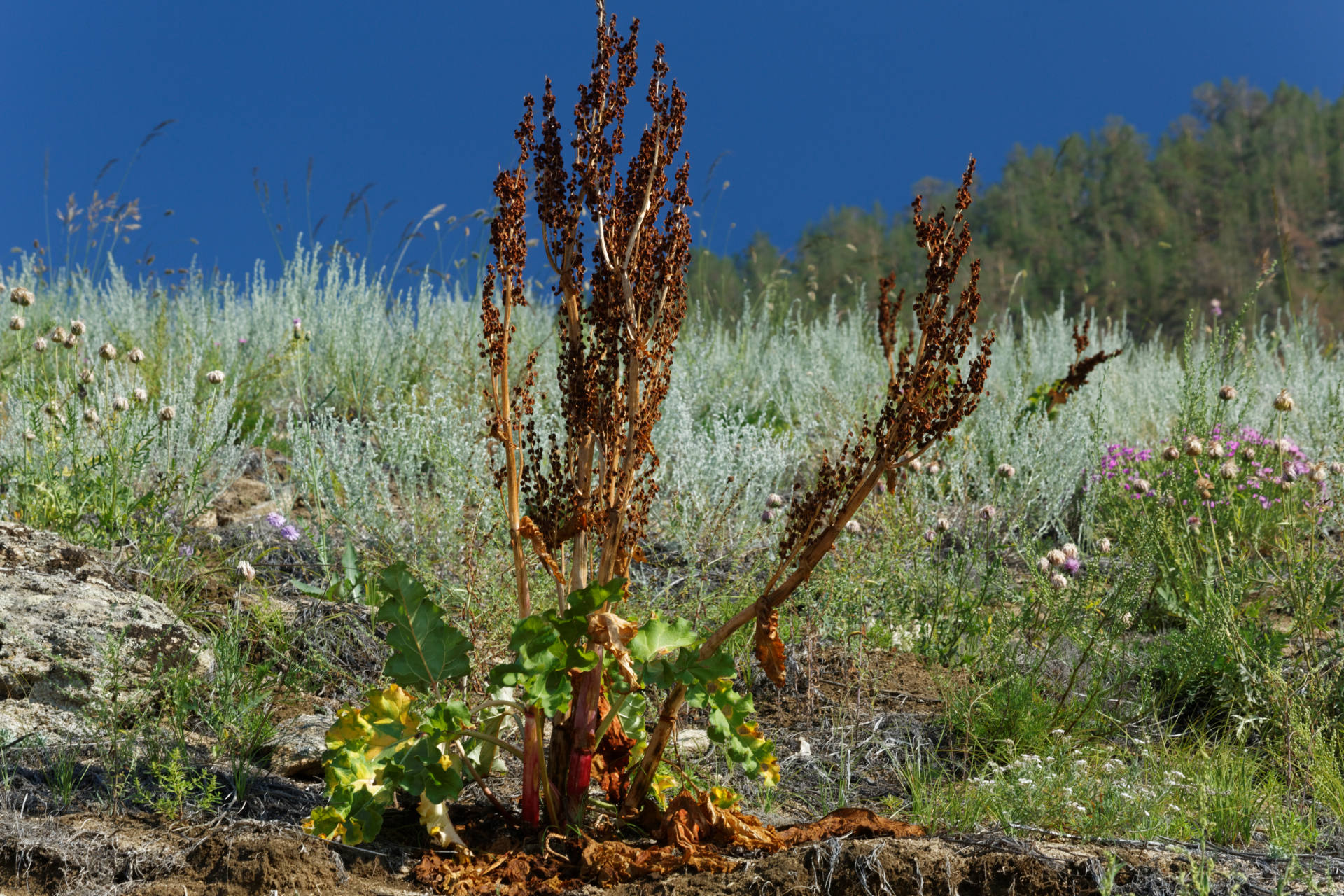
Rumex aquaticus
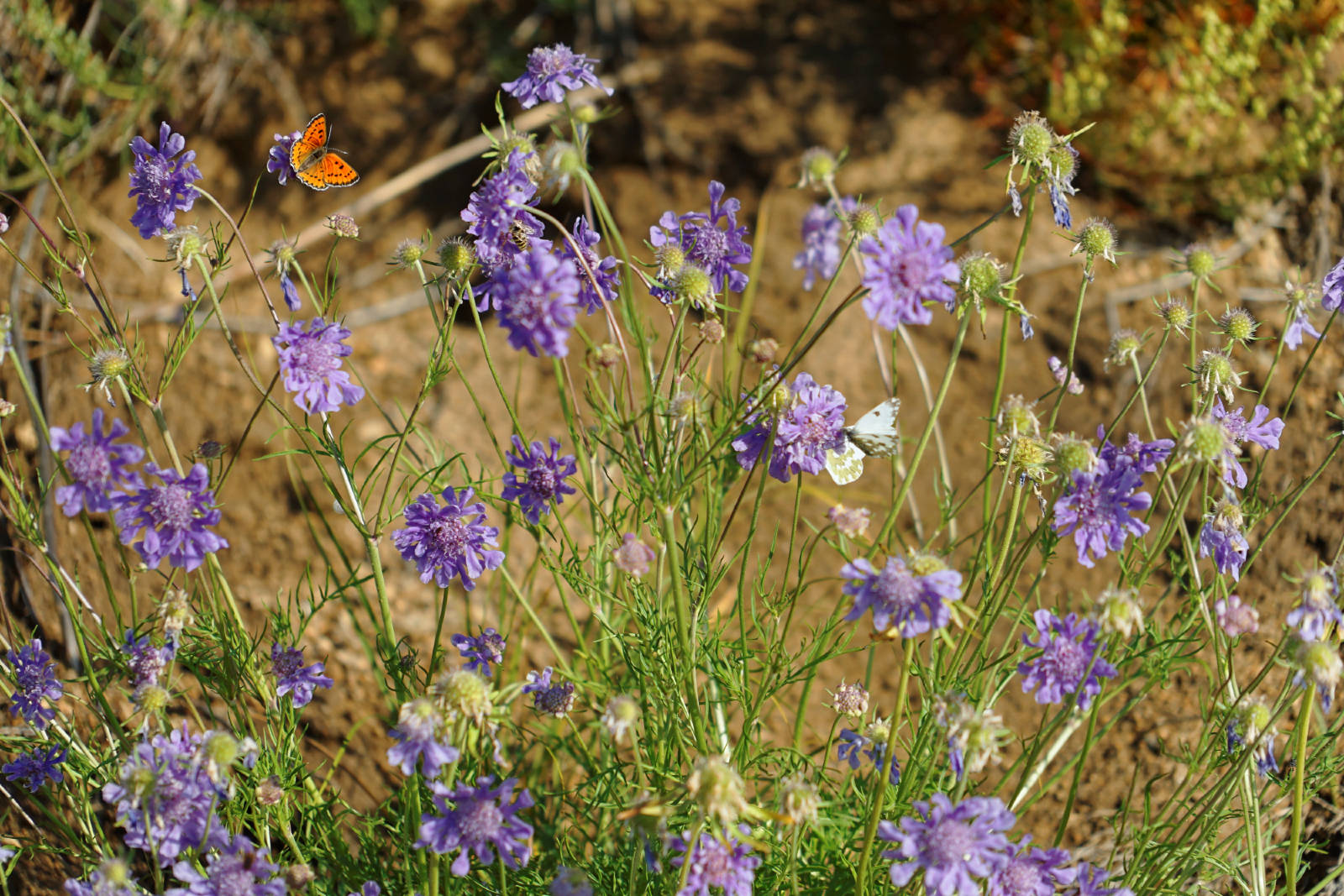
Scabieuses à trois étamines.
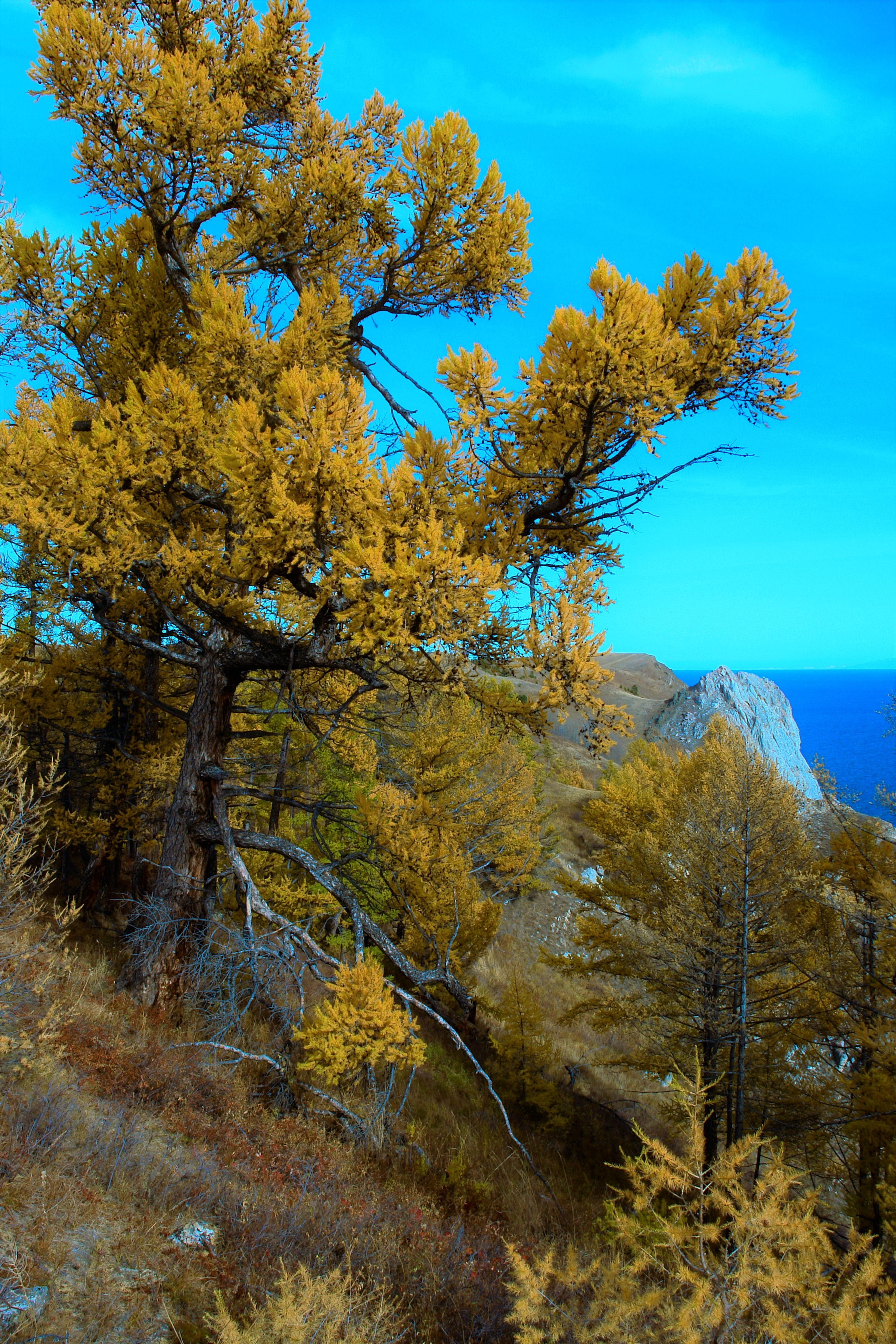
Mélèze de Sibérie.
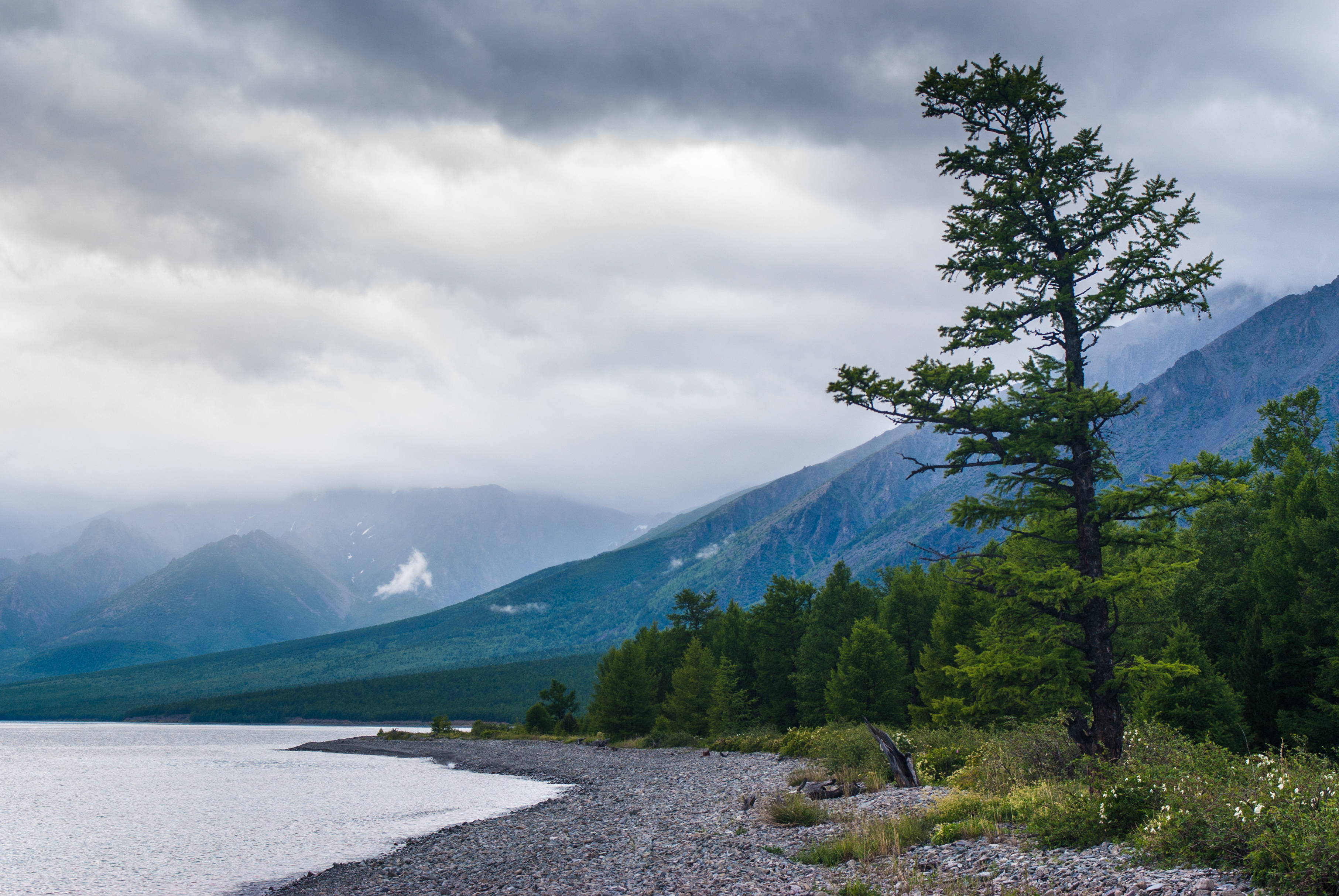
Taïga avec un pin de Sibérie au premier plan.

### Climat
Le climat du raïon est tempéré mais assez froid (Dwb à Khoujir). L'hiver est sec, et l'été pluvieux, tandis que la température moyenne sur Olkhon est de 0°C. Dans cette localité, il y avait 402 d'heures d'ensoleillement en juin, contre 115 heures en janvier, avec en tout 3202 heures sur l'année. En janvier, l'eau du lac gèle, et les dernières glaces peuvent rester jusqu'en juin. Mais fin août, l'eau peut atteindre les 15 à 20°C.
| Mois                                | jan.  | fév.  | mars  | avril | mai | juin | jui. | août | sep. | oct. | nov. | déc.  | année |
| ----------------------------------- | ----- | ----- | ----- | ----- | --- | ---- | ---- | ---- | ---- | ---- | ---- | ----- | ----- |
| Température minimale moyenne (°C)   | −22,5 | −20,2 | −12,3 | −3,3  | 2,2 | 9,3  | 13,4 | 14   | 8,9  | 1,3  | −7,1 | −16,3 | −2,7  |
| Température moyenne (°C)            | −19,9 | −17,1 | −8,7  | −0,2  | 5,3 | 12,2 | 15,9 | 16,2 | 11,4 | 3,6  | −4,9 | −13,8 | 0     |
| Température maximale moyenne (°C)   | −17,5 | −14,3 | −6    | 2,5   | 8,3 | 14,9 | 18,2 | 18,2 | 13,5 | 5,4  | −3   | −11,7 | 2,4   |
| Précipitations (mm)                 | 6     | 5     | 8     | 19    | 32  | 49   | 58   | 64   | 49   | 17   | 18   | 12    | 337   |
| Nombre de jours avec précipitations | 1     | 1     | 2     | 4     | 6   | 7    | 7    | 7    | 7    | 4    | 4    | 2     | 52    |
| Humidité relative (%)               | 73    | 73    | 69    | 67    | 65  | 69   | 76   | 75   | 68   | 63   | 70   | 79    |       |

| Diagramme climatique                                  |             |          |           |          |           |            |          |           |          |          |              |
| J                                                     | F           | M        | A         | M        | J         | J          | A        | S         | O        | N        | D            |
| −17,5−22,56                                           | −14,3−20,25 | −6−12,38 | 2,5−3,319 | 8,32,232 | 14,99,349 | 18,213,458 | 18,21464 | 13,58,949 | 5,41,317 | −3−7,118 | −11,7−16,312 |
| Moyennes : • Temp. maxi et mini °C • Précipitation mm |             |          |           |          |           |            |          |           |          |          |              |

## Histoire
Au début du XVIIe siècle, les premiers cosaques de Sibérie se sont installés dans la région. En 1682, le territoire du raïon est rattaché à la voïvodie d'Irkoutsk, et en 1708, il rejoint le gouvernement de Sibérie, qui a comme capitale Tobolsk. Dans les années 1740, l'Empire russe a créé des bureaux de steppe, des organes autonomes pour les Bouriates, dont celui d'Olkhon.
En 1764, le territoire rejoint le gouvernement d'Irkoutsk, après la dissolution de celui de Sibérie.

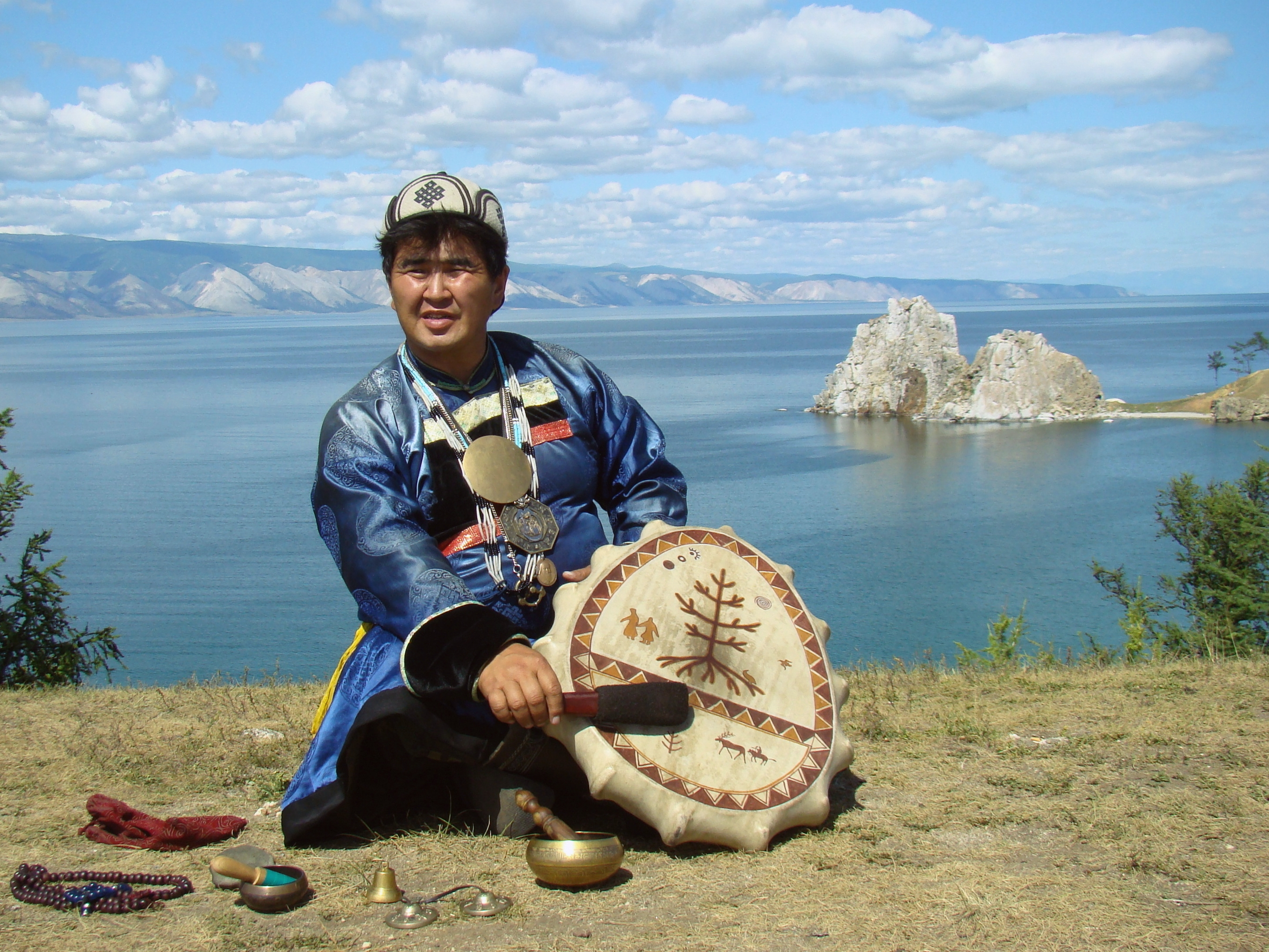
Chaman Bouriate.

En 1824, le bureau de la steppe d'Olkhon a été dissout, remplacé par la douma de la steppe d'Olkhon, réunissant neuf tribus bouriates.
En 1840, la population sous la juridiction de cette association tribale était de 5324 personnes, et de 5946 en 1856.
En 1889, l'association tribale est dissoute, et celle de Ielantsy prend le relais.
Après la révolution de février 1917, des kozhuuns sont formés à la place, puis le 9 janvier 1922, l'oblast autonome mongole-bouriate est créé jusqu'en 1923.
En 1923, la république socialiste soviétique autonome bouriate est créée, et en 1926, lorsque le gouvernement d'Irkoutsk est dissout, elle est détachée de celui-ci.
Le 11 février 1935, l'aïmag d'Olkhon est créé au sein de l'oblast autonome, avant d'être transféré en 1937 à l'oblast d'Irkoutsk.
Le 27 mars 1994, le raïon élit pour la première fois sa douma de raïon après la chute de l'URSS.

## Politique et administration

Douma depuis 2022.

Le raïon possède une douma, élue tous les 5 ans, et qui élit un président de la douma. Cette douma est composée de 18 députés, élus dans 17 circonscriptions au scrutin majoritaire uninominal, dont une circonscription en élisant 2. Les dernières élections ont eu lieu en 2019, avec un taux de participation de seulement 32%. Après les élections partielles en 2020, 2021 et 2022, la douma possède 2 députés indépendants, 2 députés du PCFR, 13 de Russie unie et un du parti libéral-démocrate.
Le chef du raïon, qui est actuellement Tykheïev Andreï Alekseïevitch, est élu au suffrage universel tous les 5 ans.

### Municipalités
| Liste des municipalités | Liste des municipalités      | Liste des municipalités | Liste des municipalités | Liste des municipalités     | Liste des municipalités | Liste des municipalités                   |
| Nom                     | Municipalité                 | Centre administratif    | Nombre de localités     | Population Recensement 2021 | Superficie (mille km²)  | Pourcentage de la superficie du raïon (%) |
| ----------------------- | ---------------------------- | ----------------------- | ----------------------- | --------------------------- | ----------------------- | ----------------------------------------- |
| 1                       | Municipalité de Bougouldeïka | Bougouldeïka            | 3                       | 991                         | 151,4                   | 9,5                                       |
| 2                       | Municipalité de Ielantsy     | Ielantsy                | 15                      | 4734                        | 281,2                   | 17,7                                      |
| 3                       | Municipalité de Kouretian    | Kouretian               | 4                       | 808                         | 603,7                   | 38,0                                      |
| 4                       | Municipalité d'Ongourion     | Ongourion               | 3                       | 502                         | 193,3                   | 12,0                                      |
| 5                       | Municipalité de Khoujir      | Khoujir                 | 9                       | 1682                        | 202,2                   | 12,7                                      |
| 6                       | Municipalité de Chara-Togot  | Chara-Togot             | 7                       | 938                         | 157,7                   | 12,2                                      |

## Population et société

### Démographie
Recensements et estimations de la population,:
| 1840  | 1856  | 1959*  | 1970*  | 1979* |
| ----- | ----- | ------ | ------ | ----- |
| 5 324 | 5 946 | 10 508 | 10 497 | 8 568 |

| 1989* | 2002* | 2010* | 2012  | 2013  |
| ----- | ----- | ----- | ----- | ----- |
| 8 735 | 8 955 | 9 446 | 9 594 | 9 653 |

| 2014  | 2015  | 2016  | 2017  | 2018  |
| ----- | ----- | ----- | ----- | ----- |
| 9 642 | 9 524 | 9 589 | 9 655 | 9 764 |

| 2019  | 2020  | 2021*  | 2022   | - |
| ----- | ----- | ------ | ------ | - |
| 9 747 | 9 912 | 10 476 | 10 008 | - |

### Composition ethnique
Au 1er janvier 2019, la composition ethnique était représentée par 48,6% de Bouriates, 47,2% de Russes, 0,43% d'Ukrainiens, 0,43% d'Ouzbeks, 0,28% de Tatars, de 0,13% de Tadjiks, 0,11% d'Arméniens, 0,10% de Biélorusses, 0,10% d'Evenks, et de 0,05% chacun pour les Allemands, Kamtchadales, Pomors et Kirghizes. Enfin, il y avait moins de 0,02% d'Adyguéens, de Balkars, de Bachkirs, de Géorgiens, de Moldaves, et d'autres nationalités. Il y en a en tout plus de 30 dans le raïon.

### Localités
| Liste des localités du raïon            | Liste des localités du raïon | Liste des localités du raïon | Liste des localités du raïon | Liste des localités du raïon |
| N°                                      | Localités                    | Type                         | Population (2012)            | Municipalité                 |
| --------------------------------------- | ---------------------------- | ---------------------------- | ---------------------------- | ---------------------------- |
| 1                                       | Alagouï                      | village                      | 213                          | Municipalité de Kouret       |
| 2                                       | Baganta                      | village                      | 3                            | Municipalité de Kouret       |
| 3                                       | Borsoï                       | zaïmka                       | 1                            | Municipalité de Ielantsy     |
| 4                                       | Bougouldeïka                 | village                      | 931                          | Municipalité de Bougouldeïka |
| 5                                       | Boutoukheï                   | village                      | 0                            | Municipalité de Ielantsy     |
| 6                                       | Ielantsy                     | village                      | 4488                         | Municipalité de Ielantsy     |
| 7                                       | Zama                         | village                      | 39                           | Municipalité d'Ongourion     |
| 8                                       | Kossaïa Steppe               | village                      | 106                          | Municipalité de Kouretian    |
| 9                                       | Kotcherikova                 | village                      | 44                           | Municipalité d'Ongourion     |
| 10                                      | Kouret                       | village                      | 516                          | Municipalité de Kouret       |
| 11                                      | Kourkout                     | village                      | 112                          | Municipalité de Chara-Togot  |
| 12                                      | Kourma                       | village                      | 45                           | Municipalité de Chara-Togot  |
| 13                                      | Kourtoun                     | village                      | 65                           | Municipalité de Bougouldeïka |
| 14                                      | Koutchoulga                  | village                      | 6                            | Municipalité de Chara-Togot  |
| 15                                      | Kouïada                      | village                      | 29                           | Municipalité de Bougouldeïka |
| 16                                      | Maly Khoujir                 | village                      | 63                           | Municipalité de Khoujir      |
| 17                                      | Moukhor-Boulyk               | village                      | 3                            | Municipalité de Ielantsy     |
| 18                                      | Narine-Kounta                | village                      | 90                           | Municipalité de Ielantsy     |
| 19                                      | Ongourion                    | village                      | 421                          | Municipalité d'Ongourion     |
| 20                                      | Pestchannaïa                 | village                      | 11                           | Municipalité de Khoujir      |
| 21                                      | Petrova                      | village                      | 36                           | Municipalité de Ielantsy     |
| 22                                      | Popova                       | village                      | 4                            | Municipalité de Ielantsy     |
| 23                                      | Sarma                        | village                      | 80                           | Municipalité de Chara-Togot  |
| 24                                      | Sakhiourta                   | village                      | 258                          | Municipalité de Chara-Togot  |
| 25                                      | Talovka                      | village                      | 105                          | Municipalité de Ielantsy     |
| 26                                      | Tonta                        | village                      | 179                          | Municipalité de Ielantsy     |
| 27                                      | Tyrgan                       | village                      | 42                           | Municipalité de Ielantsy     |
| 28                                      | Ouzoury                      | village                      | 9                            | Municipalité de Khoujir      |
| 29                                      | Oulan-Nour                   | zaïmka                       | 7                            | Municipalité de Ielantsy     |
| 30                                      | Oussyk                       | zaïmka                       | 2                            | Municipalité de Khoujir      |
| 31                                      | Khadaï                       | village                      | 0                            | Municipalité de Khoujir      |
| 32                                      | Khalgaï                      | village                      | 41                           | Municipalité de Khoujir      |
| 33                                      | Khalkha-Ouzour               | village                      | 0                            | Municipalité de Ielantsy     |
| 34                                      | Kharantsy                    | village                      | 96                           | Municipalité de Khoujir      |
| 35                                      | Kharhataï                    | parcelle                     | 0                            | Municipalité de Ielantsy     |
| 36                                      | Khoujir                      | village                      | 1350                         | Municipalité de Khoujir      |
| 37                                      | Khouraï-Nour                 | village                      | 181                          | Municipalité de Ielantsy     |
| 38                                      | Chara-Togot                  | village                      | 399                          | Municipalité de Chara-Togot  |
| 39                                      | Chida                        | village                      | 28                           | Municipalité de Chara-Togot  |
| 40                                      | Yalga                        | village                      | 90                           | Municipalité de Khoujir      |
| 41                                      | Yalga-Ouzour                 | zaïmka                       | 7                            | Municipalité de Ielantsy     |
| En gras les chefs-lieux de municipalité |                              |                              |                              |                              |

## Culture

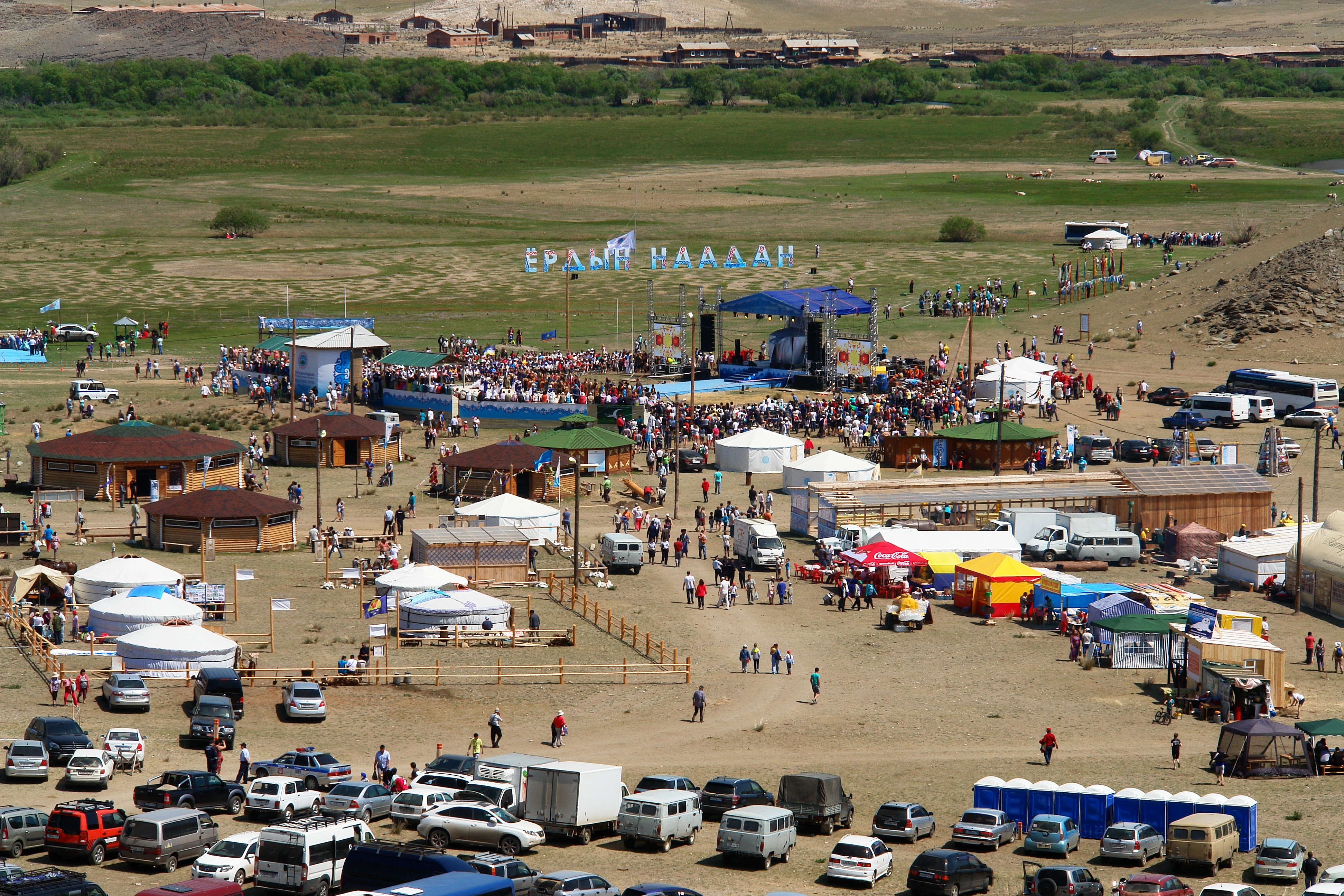
Jeux de Yordyn en 2015.

Le raïon dispose de 16 bibliothèques et de deux musées d'histoires locales.
Le raïon fait partie du diocèse d'Irkoutsk, et possède 5 lieux religieux orthodoxes.
Il y a depuis 2019 un dratsang, lieu bouddhiste, dans le territoire.
Des rites religieux sont pratiqués pour vénérer le Baïkal par les peuples locaux, comme les « Jeux de Yordyn », jeux intertribaux avec des concerts folkloriques, qui ont lieu chaque année.

## Économie
Le secteur le plus prospère de l'économie est le tourisme, avec de nombreux centres de loisirs et autres infrastructures touristiques dans les villages sur les bords du Baïkal. Le principal lieu touristique est l'île d'Olkhon, avec de nombreux sentiers touristiques, et quasi tout le raïon fait partie de la zone écologique du territoire naturel du Baïkal, où des règlementations strictes sur les activités économiques ont été établies pour protéger le lac. Le raïon est en effet établi sur deux zones protégées ; la réserve naturelle Baïkal-Léna au nord et celle de la région du Baïkal sur la grande majorité du territoire. 

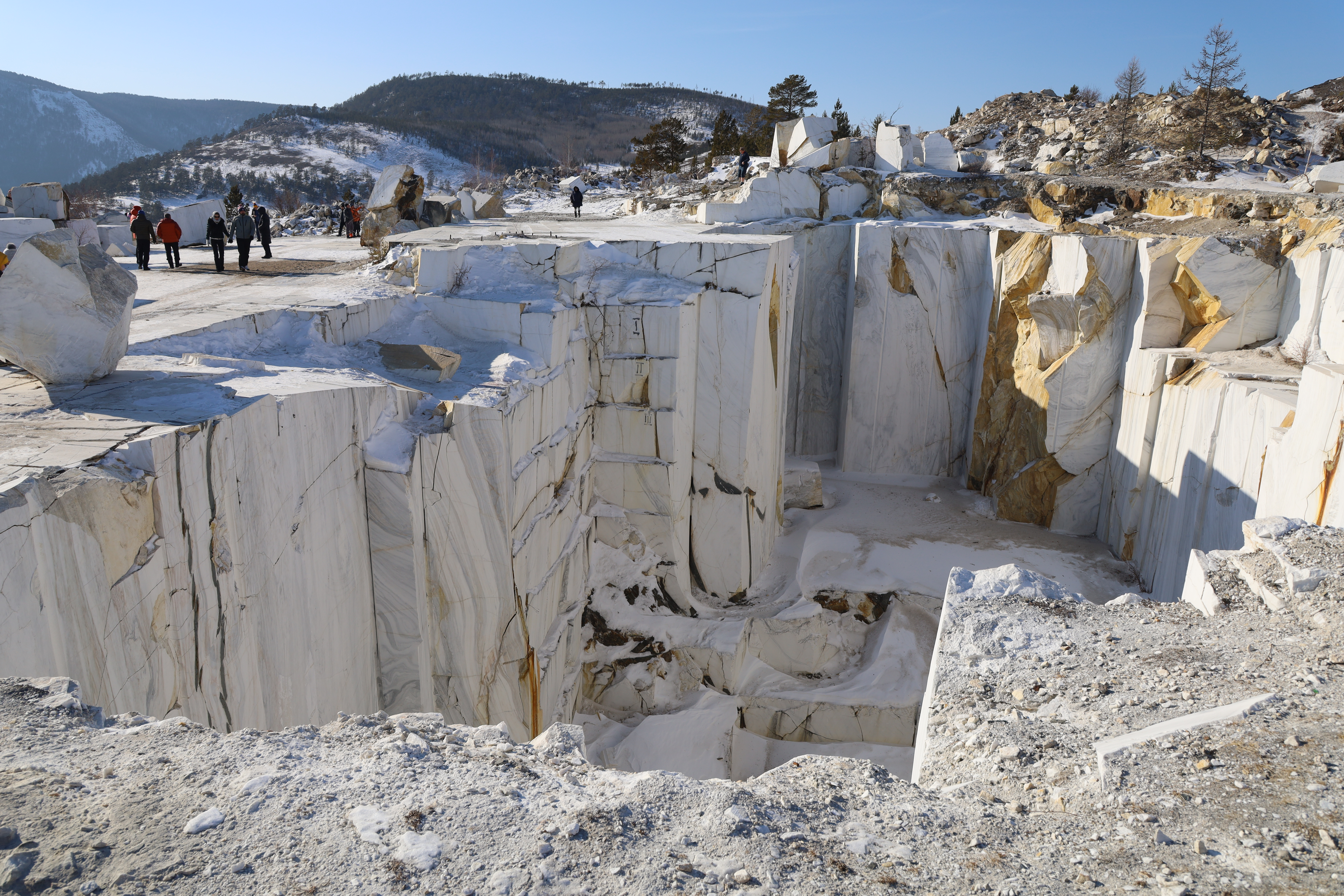
Carrière de marbre à Bougouldeïka.

C'est une zone traditionnellement agricole, avec plus d'une centaine d'exploitations, principalement des élevages.
Le raïon vit aussi de la pêche, surtout de celle de l'omoul, et il y a des usines de transformations du poisson, comme celle de Malomorski. En moyenne, 450 tonnes de poissons sont pêchés chaque année en respectant les quotas, avec une saison pour la pêche s'étalant de mai à novembre (+ de 85% des captures annuelles). Mais à cause du développement faible de la région, la transformation du poisson se fait surtout hors du territoire, principalement dans l'agglomération d'Irkoutsk où les usines sont plus nombreuses et les infrastructures meilleures.
Depuis les années 1960, il y a un secteur sylvicole et forestier, qui était d'abord occupé par une entreprise étatique jusqu'en 1995, avant qu'elle soit dissoute. Aujourd'hui, le bois est récolté par de petits exploitants et des scieries se sont établies à Ielantsy, Narine-Kounta, à Bougouldeïka, à Kourtoun et Talovka. Seulement 9167 hectares de forêts sont exploités dans le raïon.
Le secteur minier est comparé à d'autres régions de Sibérie très faible, avec seulement quelques petites carrières ainsi qu'en seule exception la carrière de marbre de Bougouldeïka ouverte en 2002.

### Transport

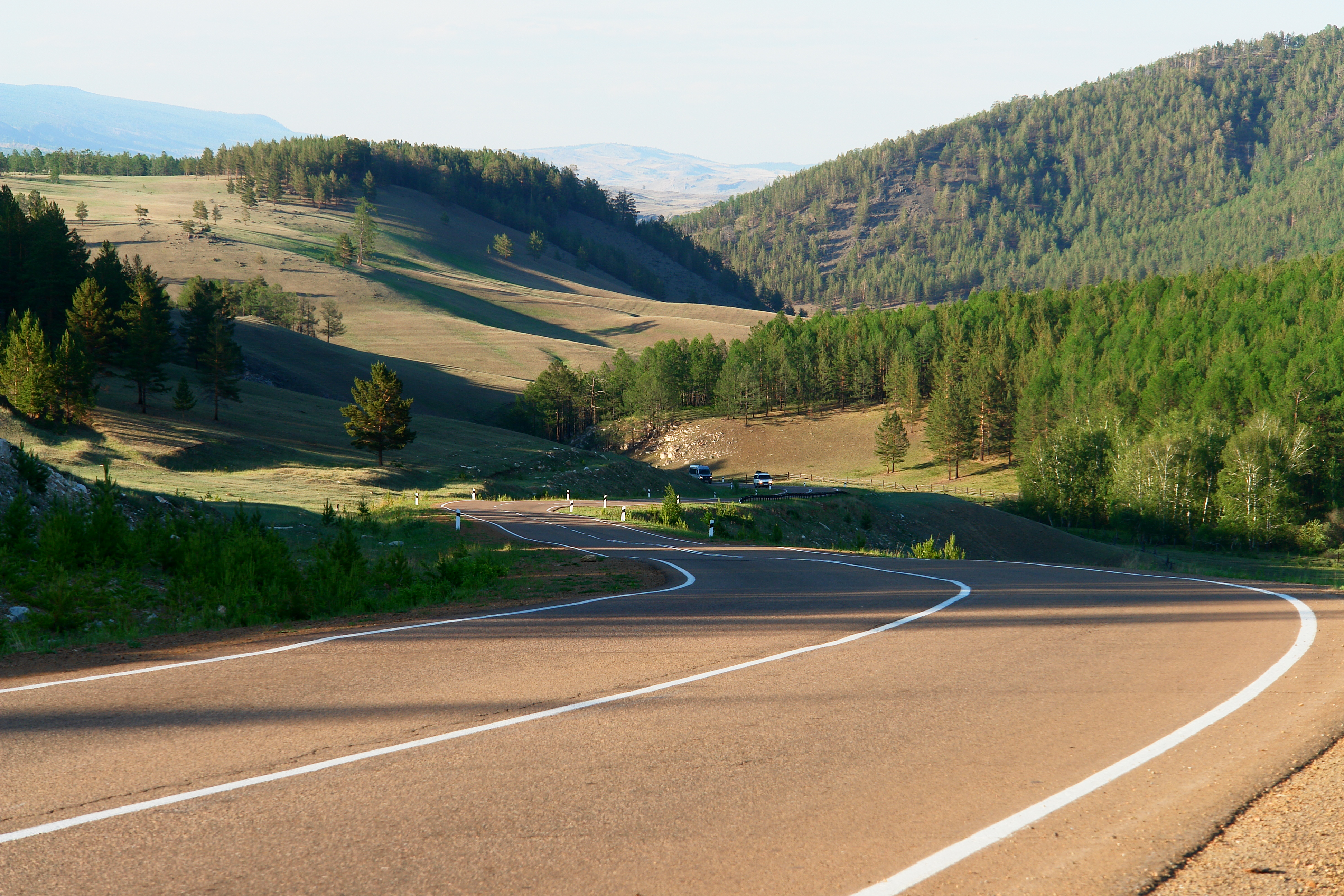
25H-055 vers Petrova.

Le transport est un secteur en plein développement, afin de permettre l'arrivée des touristes sur le territoire. Rien qu'en 2017, 62,1% des 477,2 millions de roubles d'investissements dirigés au raïon étaient pour les infrastructures de transports. L'axe majeur de transport est la route d'importance intermunicipale 25Н-055, qui relie Bayandaï au terminal de ferry de Sakhiourta, avant de reprendre après avoir passé le détroit sur l'île d'Olkhon jusqu'à Khoujir. À Bayandaï, elle se connecte à la route 25Н-056, qui va jusqu'au centre d'Irkoutsk.

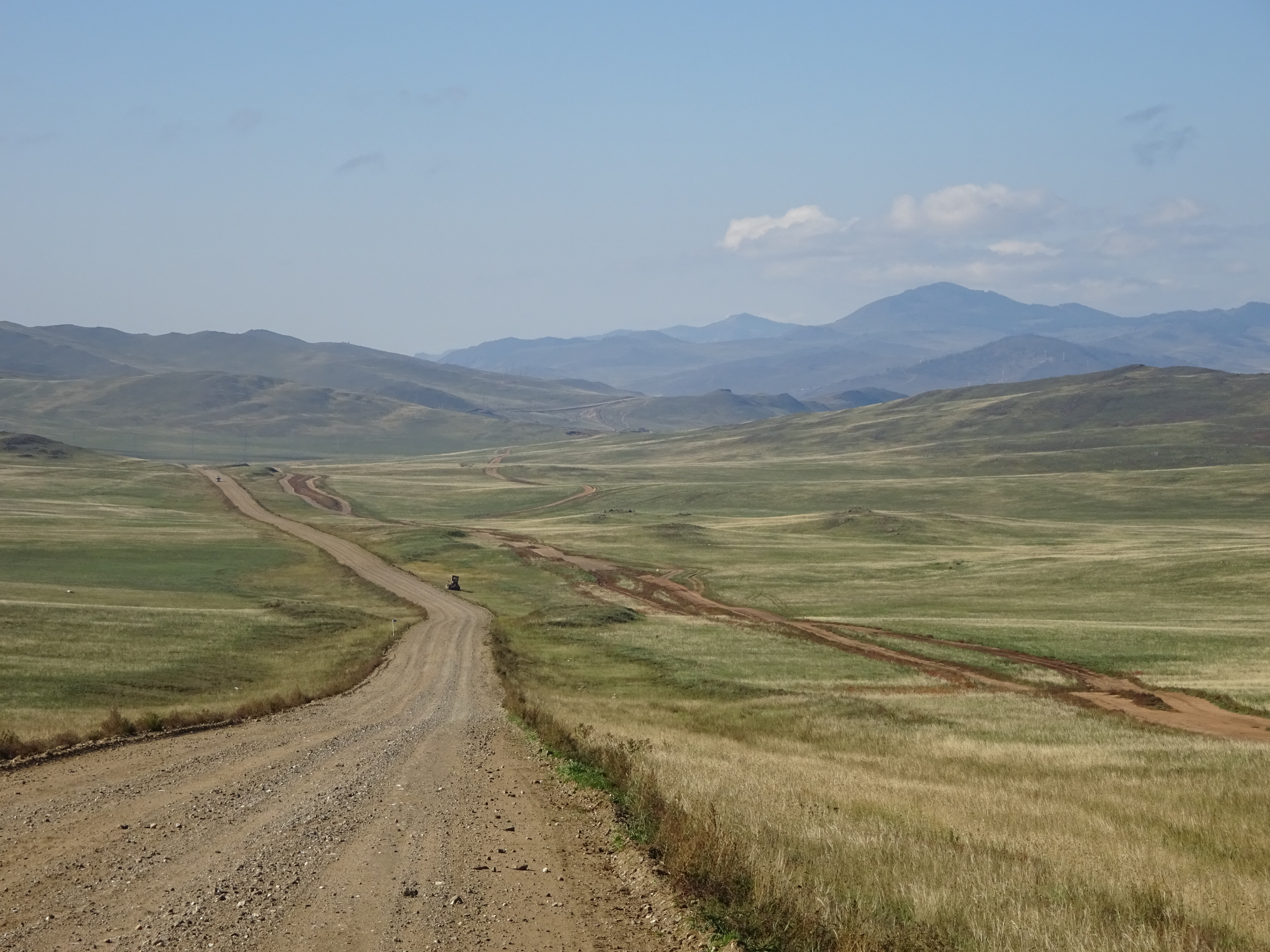
25H-055 sur Olkhon.

Dans le raïon, cette route fait 101 km sur la partie continentale, et elle est alors totalement pavée. Sur cette partie, elle dessert Kossaïa Steppe, Kourout, Ielantsy, Khouraï-Nour, et Sakhiourta. La partie insulaire de la route n'est pas pavée, en très mauvais état même, sur 36 kilomètres, et va jusqu'à Khoujir. La seule autre route d'importance intermunicipale insulaire est la route 25Н-407 de Khoujir à Kharantsy.
Sinon, il y a diverses routes (pistes plutôt) sur la partie continentale, reliant la 25Н-055 aux divers villages. Au sud, on trouve la 25Н-403 de Kossaïa Steppe à Bougouldeïka, la 25Н-404 de Bougouldeïka à Petrova, la 25Н-402 à Petrova et la 25Н-404 de la 055 au village de Tonta. La 25Н-406 mène à Chara-Togot depuis la 401 et la 25Н-401, va de Togot à Kourma. Hormis ces routes, d'autres existent comme la piste de Kourma à Kotcherikovka via Ongourion qui dessert la zone habitée du nord continental du raïon. Le tracé 401 + piste jusqu'à Kotcherikovka fait en tout 128 kilomètres. Une piste va de Baganta à Kossaïa Steppe, et sur l'île d'Olkhon, diverses mènent aux lieux d'intérêts de l'île. Ces prochaines années, la route Togot - Kourma devrait être pavée. La piste de Kourma à Ongourion est très problématique, tous les véhicules ne pouvant pas l'utiliser. En hiver, une route de glace traverse les portes d'Olkhon, et Ongourion peut être rallié en roulant sur le lac au lieu d'utiliser la piste continentale.

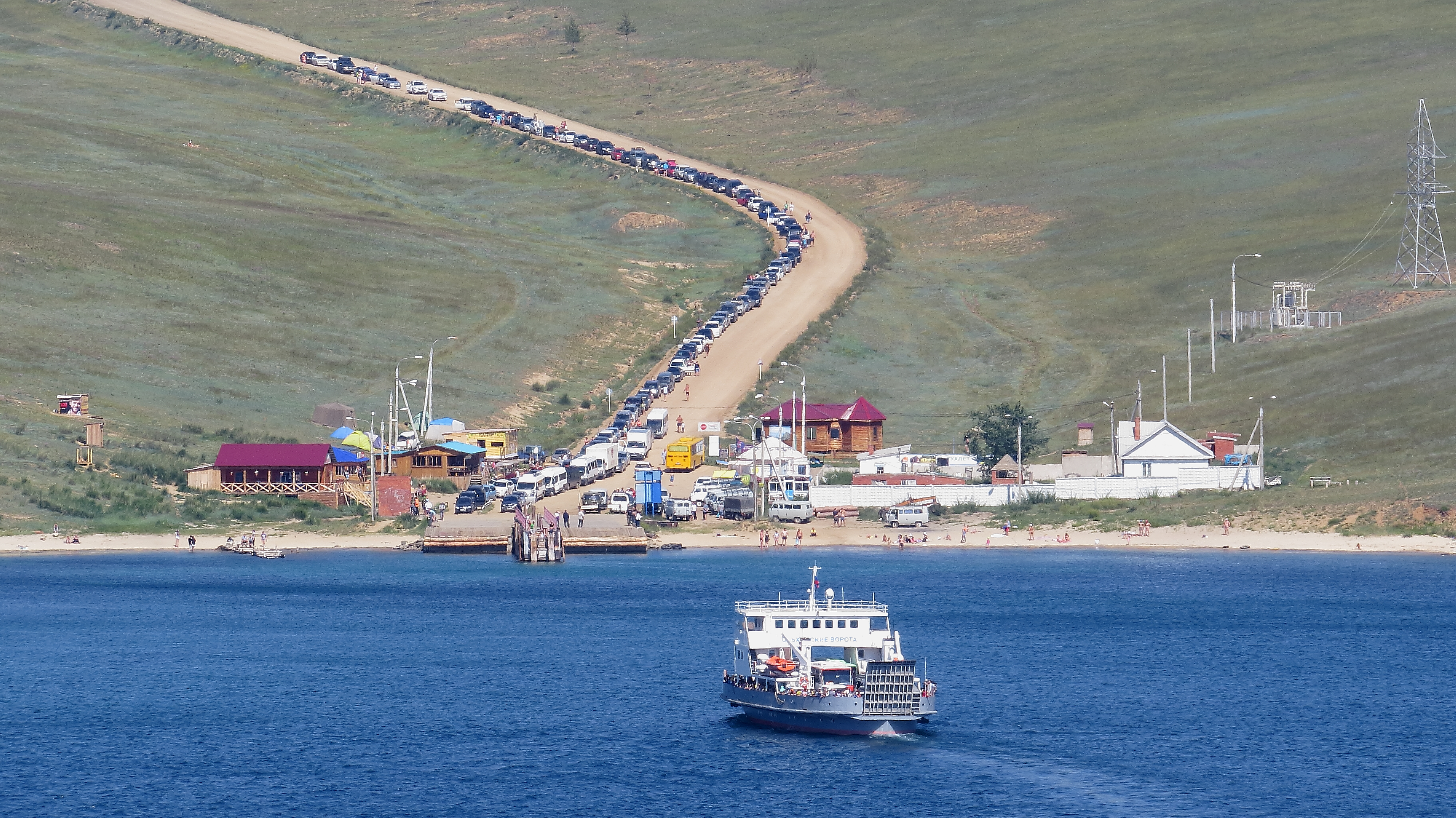
Terminal de ferry d'Olkhon en juillet.

Le raïon souffre en général d'un manque de développement, mise à part la 055, aucune route ne répondait en 2017 aux exigences règlementaires. De plus, l'île d'Olkhon souffre d'un isolement au printemps, à cause des glaces dans le lac. Les ferries ne peuvent pas circuler, mais la glace est trop faible pour être carrossable. Il y a aussi un manque de stations-services et enfin des conditions climatiques qui abîment l'état des routes.
Le principal moyen d'accès à l'île d'Olkhon est les ferries des portes d'Olkhon, qui sont des bacs faisant des rotations en continu la journée entre mai et décembre. Les bacs sont le « Dorojnik » et depuis 2008 le « Olkhonskiye Vorota » l'a rejoint. Le premier a une capacité de 50 personnes et de 12 voitures, le deuxième de 96 personnes et de 16 voitures. Depuis 2016, un troisième est entré en service, le « Semyon Batagaïev », avec une capacité identique à celui du deuxième. Les nouveaux bateaux ont permis de rendre la durée d'attente moins longue pendant la saison estivale, alors qu'auparavant les files d'attente pouvaient durer jusqu'à 6 à 8 heures, parfois même 10 à 12 heures. La première rotation commence à 7h00, la dernière finit aux alentours de 23h.
Sinon, il existe des bateaux faisant la liaison Irkoutsk - Khoujir - Oust-Bargouzine et Irkoutsk - Port Baïkal - Baie de Zagli - Severobaïkalsk - Nijnéangarsk.
Enfin, après une interruption dans les années 1980, des liaisons aériennes ont repris entre Khoujir et Irkoutsk et Khoujir et Oulan-Oudé. Ce sont d'ailleurs depuis les aéroports d'Irkoutsk et d'Oulan-Oudé qu'arrivent les touristes extérieurs à la région.

### Tourisme

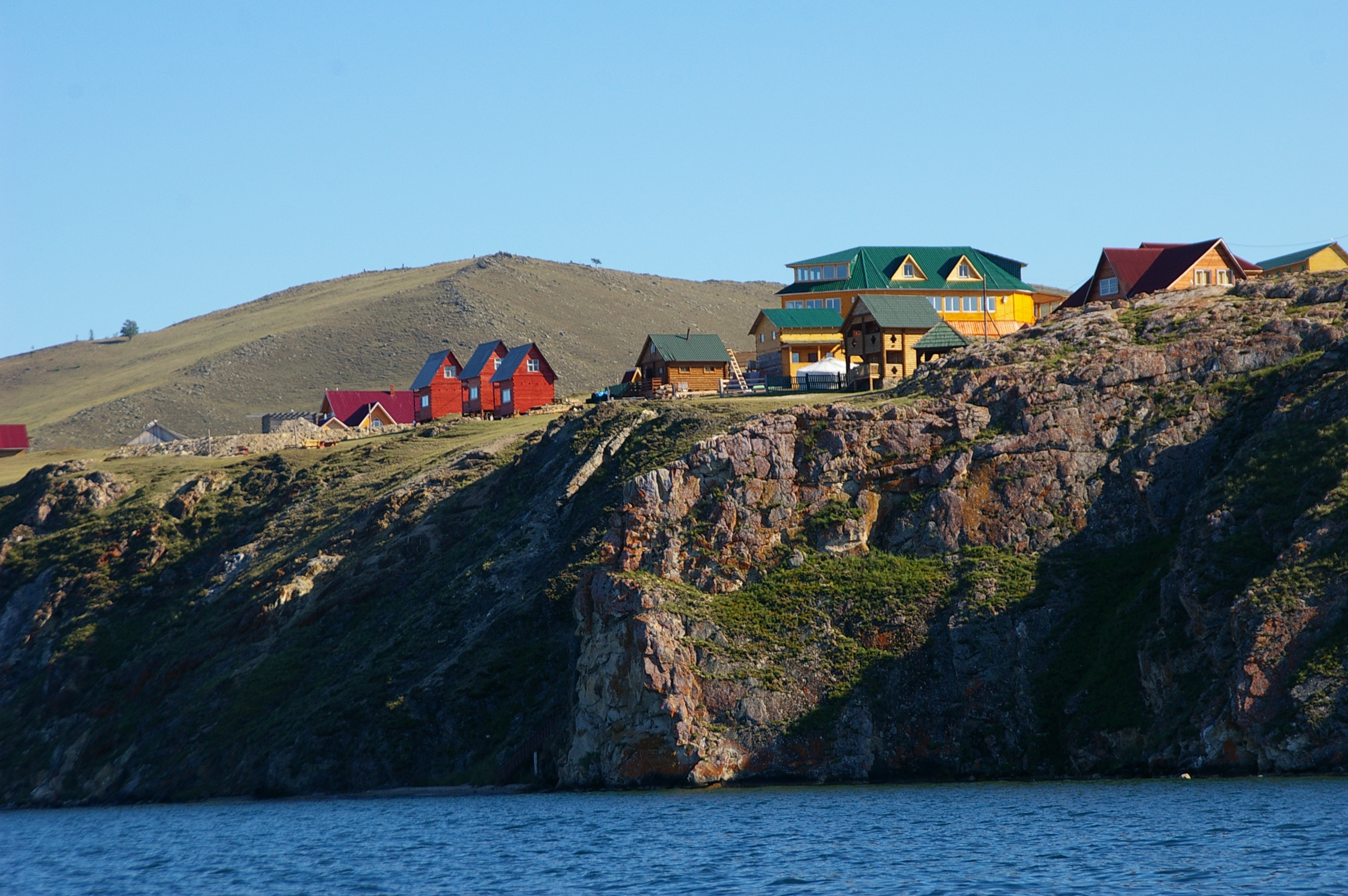
Maisons pour les touristes à Sakhiourta.

La présence du lac Baïkal avec un climat clément pour la Sibérie a favorisé le tourisme comme activité dominante. Il constitue une ressource essentielle pour toute la côte du Baïkal, dont le raïon d'Olkhon. Le secteur représente plus de 50% de l'économie du territoire, et 40% des arrivés de l'oblast d'Irkoutsk. Des villages comme Sakhiourta, Khoujir ou Kourkout vivent essentiellement de cette activité, et l'île d'Olkhon en vit d'ailleurs quasi exclusivement. Le territoire compte plus de 7000 places, répartis en 97 établissements, hôtels ou campings, souvent dans des yourtes. En 2016, le raïon fut visité par 651 000 touristes, et plus de 700 000 touristes en 2017. Les touristes sont principalement russes (surtout de l'oblast d'Irkoutsk, de la Transbaïkalie, et du kraï de Krasnoïarsk), mais aussi d'autres pays, comme de Corée, Allemagne, ou du Japon.
Le secteur tertiaire, notamment commercial, est de loin le plus développé. En 2017 seulement, le commerce a enregistré un chiffre d'affaires de 787,4 millions de roubles, et il y a plus de 500 établissements de restauration. Cependant, le tourisme est inégalement réparti, très développé dans les municipalités de Chara-Togot et de Khoujir, mais bien plus faible dans celles de Ielantsy, d'Ongourion, de Bougouldeïka et de Kouret. La collectivité cherche à réorienter les flux vers ses régions, en développant de nouvelles zones touristiques, couplés à l'amélioration des infrastructures, comme la création du sentier de grande randonnée du lac Baïkal. La saison touristique s'étend sur les mois de juillet et août, avec plus de 90% des visites, contre à peine 1% en hiver, et 9% pendant le printemps et l'automne.[réf. nécessaire]
Les principaux sites touristiques sont l'île d'Olkhon, avec ses nombreux caps, plages et autres rivages attrayant. En général, la petite mer est le cœur de l'activité touristique de la région, avec des excursions sur le lac pour voir la faune dont le phoque du Baïkal. L'écotourisme et le balnéaire sont les plus pratiqués, et avec aussi des parcours de VTT, et un tourisme gastronomique et évènementiel (comme les jeux de Yorgyn). En dehors de ce poumon touristique, le tourisme culturel, principalement sur la culture des peuples autochtones existe, avec la création d'un centre pour les Evenks à Ongourion. En montagnes, de nombreux circuits de randonnée existent, et l'hiver, le patinage sur le lac est populaire,.